# المسبوق في الصلاة
المسبوق لغة هو اسم المفعول من فعل سَبَقَ، فالمسبوق هو من قد سبقه غيره. أما اصطلاحًا، فتستخدم الكلمة لمَنْ سَبَقَهُ الإِمَامُ بِكُلِّ الرَّكَعَاتِ في الصلاة أَوْ بَعْضِهَا.

## أحكامه
1- يتابع مع الإمام حيث وجده. فلو أدرك المسبوق مع الإمام الركعة الثانية من صلاة المغرب – مثلاً -، فهذه الركعة تعتبر الثانية للإمام ، والأولى للمأموم.
ودليل هذين الحكمين ، قوله عليه الصلاة والسلام: ( إِذَا سَمِعْتُمْ الْإِقَامَةَ، فَامْشُوا إِلَى الصَّلَاةِ، وَعَلَيْكُمْ بِالسَّكِينَةِ وَالْوَقَارِ، وَلَا تُسْرِعُوا، فَمَا أَدْرَكْتُمْ فَصَلُّوا، وَمَا فَاتَكُمْ فَأَتِمُّوا).
2. إذا أدرك الإمام راكعاً: فإنه يلزمه أن يكبر للإحرام قائماً، فإن أتى بتكبيرة الإحرام حال انحنائه لم تصح صلاته.
قال النووي رحمه الله: "يَجِبُ أَنْ يُكَبِّرَ لِلْإِحْرَامِ قَائِمًا حَيْثُ يَجِبُ الْقِيَامُ، وَكَذَا الْمَسْبُوقُ الَّذِي يُدْرِكُ الْإِمَامَ رَاكِعًا يَجِبُ أَنْ تَقَعَ تَكْبِيرَةُ الْإِحْرَامِ بِجَمِيعِ حُرُوفِهَا فِي حَالِ قِيَامِهِ ، فَإِنْ أَتَى بِحَرْفٍ مِنْهَا فِي غَيْرِ حَالِ الْقِيَامِ لَمْ تَنْعَقِدْ صَلَاتُهُ فَرْضًا ، بِلَا خِلَافٍ" 
وتحسب هذه الركعة له.
3- تتمة الصلاة: كما ذكرنا إذا أدرك المسبوق مع الإمام الركعة الثانية من صلاة المغرب – مثلاً -، فهذه الركعة تعتبر الثانية للإمام ، والأولى للمأموم. وينبني على هذا أحكام، ففي الركعة الأخيرة من المغرب مثلًا يقرأ المصلي الفاتحة فقط عند الجمهور، دون أن يزيد عليها.